# Bodil Koch
Pour les articles homonymes, voir Koch.
Bodil Koch, née le 25 octobre 1903 à Copenhague (Danemark) et morte le 7 janvier 1972 dans la même ville, est une femme politique danoise, membre des Sociaux-démocrates, ancienne ministre et ancienne députée au Parlement (le Folketing).